# Ko Gi-hyun
Ko Gi-Hyun (in hangŭl: 고기현; 11 maggio 1986) è una pattinatrice di short track sudcoreana.

## Carriera
Alle Olimpiadi di Salt Lake City del 2002 vinse la medaglia d'oro nel concorso dei 1500m e si piazzò seconda in quello dei 1000m.
È stata, altresì, cinque volte campionessa del mondo.

## Palmarès
- Giochi olimpici

Salt Lake City 2002: oro nei 1500m e argento nei 1000 m;
- Campionati mondiali di short track

Montréal 2002: oro nella staffetta 3000m, argento in classifica generale; argento nei 1000m; argento nei 1500m; bronzo nei 3000m.
Milwaukee: oro a squadre.
Sofia 2003: oro nella gara a squadre.
Göteborg 2004: oro nella staffetta 3000m.